# تیموتی اولفینت
تیموتی دیوید اولِفینت (انگلیسی: Timothy David Olyphant؛ زادهٔ ۲۰ مه ۱۹۶۸) بازیگر آمریکایی است. او به خاطر نقش‌آفرینی در فیلم‌های زیادی نظیر جیغ ۲، سرقت در ۶۰ ثانیه، جان‌سخت ۴، هیتمن، من شماره چهار هستم، ستاره راک، اولین باشگاه همسران، بگیر و رها کن، اوگی رز، ایمنی اشیاء، گریز بی نقص، شب تاریکی بود، ویرانی و دختر همسایه ایفای نقش بولاک در سریال ددوود و نقش کاب ونث در سریال مندلورین و کتاب بوبافت مشهور است.